# Zhao Feiyan

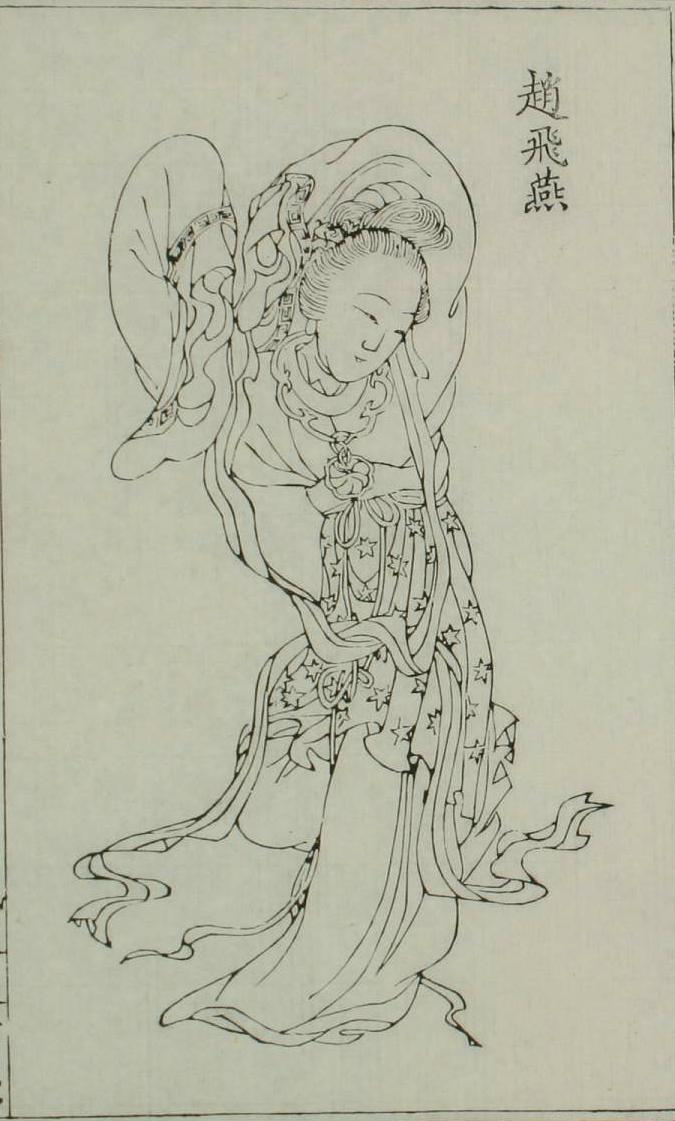
Zhao Feiyan, Darstellung aus der Qing-Dynastie

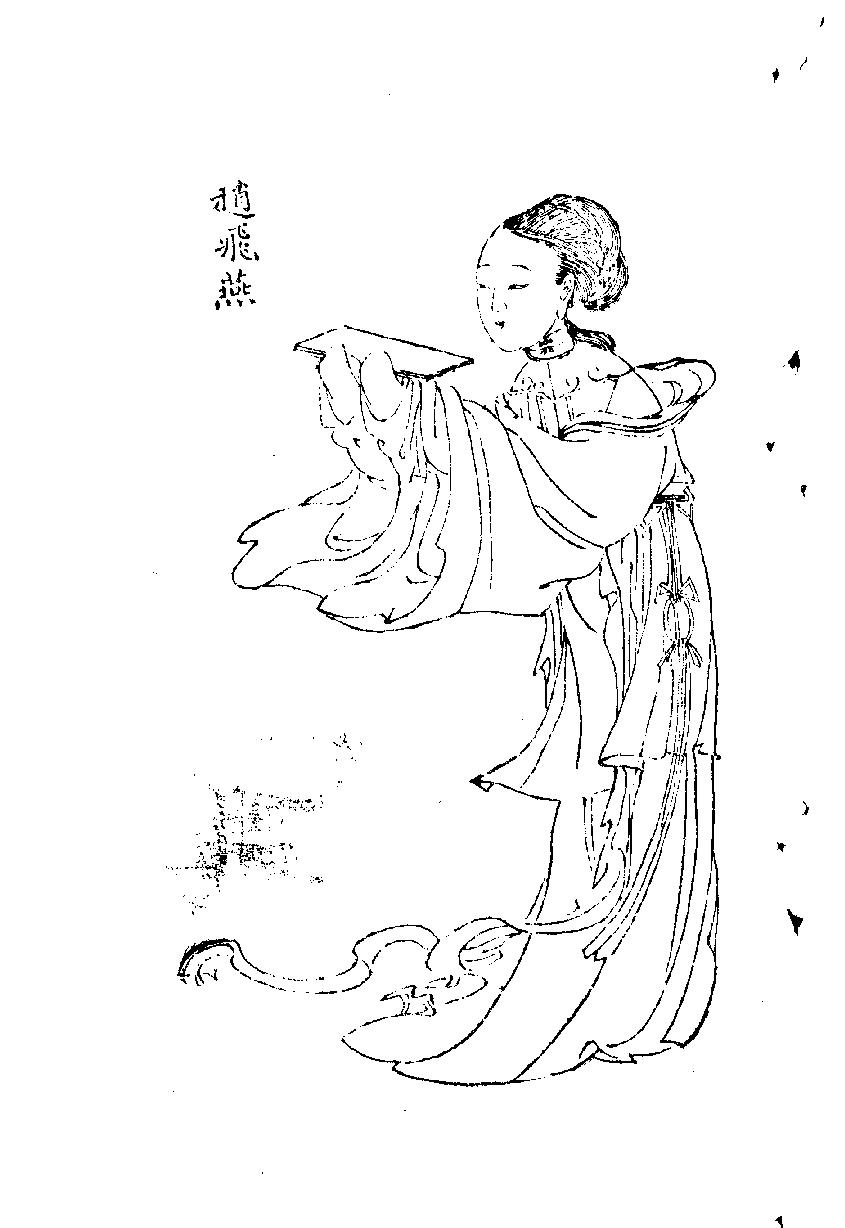
Zhao Feiyan, Darstellung aus der Qing-Dynastie

Zhao Feiyan (chinesisch 趙飛燕, Pinyin Zhào Fēiyàn – „Fliegende Schwalbe Zhao“; * um 45 v. Chr. als Feng Yisheng; † etwa 1 v. Chr.) war eine  Konkubine und spätere Kaiserin des chinesischen Han-Kaisers Cheng. Aufgrund ihrer niederen Herkunft, ihres steilen Aufstieges am Kaiserhof und ihres Einflusses auf die Entwicklung der Dynastie und der erotischen Zuschreibungen gilt sie als eine der wichtigsten und berüchtigsten Frauen in der chinesischen Geschichte.

## Leben
Zhao Feiyan wurde als Tochter eines verarmten Musikers namens Feng Wanli in Jiangdu (heutiges Yangzhou) geboren und als Säugling zum Sterben ausgesetzt. Nachdem sie drei Tage später noch am Leben war, änderten die Eltern ihre Meinung und zogen sie auf. Feng Wanli starb jedoch, als Zhao Feiyan noch ein kleines Kind war, deshalb wurden sie und ihre Schwester Zhao Hede von Zhao Lin, Haushälter einer reichen Familie in Chang’an, adoptiert. Im Zuge dieser Adoption nahmen die Mädchen den Familiennamen ihres Adoptivvaters an. Sie verdingten sich zunächst als Stickerinnen, später wurde ihnen eine Stelle als Dienerinnen am Hof der Prinzessin von Yang'a (陽阿公主) vermittelt, wo sie Tanz und Gesang erlernten. Dort bekam Zhao Feiyan für ihre Künste den Beinamen Fliegende Schwalbe, unter dem sie bekannt wurde. Man erzählte sich, dass sie so grazil tanze, dass sie auf einem Lotosblatt stehen könne.
Bei einem Besuch im Hause der Prinzessin wurde Kaiser Cheng auf Zhao Feiyan aufgrund ihrer graziösen Erscheinung aufmerksam. Der Kaiser und Kaiserin Xu hatten bis anhin noch keinen Thronerben auf die Welt gebracht, weswegen der Kaiser sich anderen Frauen an seinem Hof zuwandte. Er ließ Feiyan an seinen Hof holen, wo sie innerhalb kurzer Zeit zu seiner Lieblingskonkubine wurde und in den Rang einer Jieyu (婕妤, etwa: bevorzugte Schönheit, ein Titel für Konkubinen, der unter Kaiser Wu eingeführt wurde und dem Rang eines Oberkammerherren entsprach) aufstieg. Zhao Feiyan war sich des Risikos, am Kaiserhofe ohne Protektion einer mächtigen Familie zu leben, bewusst. Sie schlug deshalb dem Kaiser vor, auch ihre jüngere Schwester an seinen Hof zu holen. Die beiden jungen Frauen konnten ihren Status nur dadurch sichern, indem sie sich den Kaiser durch Anmut gewogen machten. Da sie aufgrund ihrer Herkunft keinerlei Bildung genossen hatten, wurden sie von Cao Gong unterrichtet, wobei das Buch der Lieder der wichtigste Lerngegenstand war.
Um etwa 20 v. Chr. wurde Kaiserin Xu für das Ausbleiben eines Thronfolgers und für verschiedene Naturkatastrophen, die als Zeichen des Himmels gedeutet wurden, verantwortlich gemacht. Die Zhao-Schwestern spannen in dieser Situation gemeinsam mit Kaiserinwitwe Wang Zhenjun ein Netz aus Intrigen, in welchem sie Kaiserin Xu und die als sehr tugendhaft geltende Konkubine Ban Jieyu beschuldigten, mittels Hexerei den Frauen in den kaiserlichen Gemächern und dem Kaiser selbst schaden zu wollen. Kaiserin Xu wurde abgesetzt, Ban Jieyu schaffte es, sich an den Hof von Wang Zhenjun versetzen zu lassen. Nach einigem Zögern, Widerstand von Wang Zhenjun und Fürsprache eines Neffen der Kaiserinwitwe namens Chunyu Chang wurde Zhao Feiyan zur Kaiserin erhoben und ihr Adoptivvater Zhao Lin bekam den Adelstitel Graf von Chengyang. Nach Zhao Feiyans Einsetzung als Kaiserin unterstützten sich Zhao Hede und Zhao Feiyan gegenseitig, wenngleich Hede in der kaiserlichen Gunst mittlerweile höher stand als Feiyan. So kannte Feiyan die voyeuristischen Vorlieben des Kaisers und lud ihn deshalb ein, ihrer Schwester Hede beim Baden zuzusehen.
Die beiden Schwestern vermochten es, die Aufmerksamkeit des Kaisers zehn Jahre lang fast ausschließlich auf sich zu lenken. Trotzdem wurden sie nicht schwanger. Sie waren sich bewusst, dass dies angesichts des fortgeschrittenen Alters des Kaisers ein für sie persönlich gefährlicher Umstand war. Zhao Feiyan versuchte deshalb vergeblich, von anderen Männern am Kaiserhof schwanger zu werden und bestach Eunuchen dafür, andere Konkubinen vom Kaiser fernzuhalten. Zwei Söhne des Kaisers (einer von Cao Gong, einer von Xu Meiren) wurden unter Zutun von Zhao Hede ermordet. Sie verbündeten sich mit Fu Zhaoyi und Palastdame Ding, die Dings Sohn Liu Xin zum Thronfolger ernennen wollten.
Im Jahre 7 v. Chr. starb Kaiser Cheng plötzlich, obschon er sich bis dahin guter Gesundheit erfreut hatte – angeblich im Bett von Zhao Hede. Zhao Hede wurde verdächtigt, etwas mit dem Tod des Kaisers zu tun zu haben. Sie beging Selbstmord, als eine Untersuchung eingeleitet werden sollte. Zhao Feiyan wurde nicht zuletzt deshalb, weil sie Kaiser Ai unterstützt hatte, Thronfolger von Kaiser Cheng zu werden, zur Kaiserinwitwe ernannt. Kaiser Ai starb jedoch bereits im Jahre 1 v. Chr. und Kaiser Ping kam als Neunjähriger auf den Thron. Wang Zhengjun ließ Zhao Feiyan auf den Status eines gewöhnlichen Bürgers degradieren, sie beging Selbstmord, kurz nachdem sie vom Oberkommandierenden Wang Mang degradiert und in den Nordpalast versetzt wurde.

## Zuschreibungen
In Dokumenten, die außerhalb der offiziellen Geschichtsschreibung stehen, finden sich erotische bis pornographische Erzählungen über das Sexualleben von Zhao Feiyan. Im Werk „Verschiedene Aufzeichnungen aus der Westlichen Hauptstadt“ (西京雜記) heißt es, Zhao Feiyan habe eine Affäre mit dem Zither-Spieler Qing Anshi gehabt. Der Kaiser selbst habe ihm Zugang zu den inneren Gemächern des Palasts gegeben, und er habe Zhao Feiyan mit den feinsten Kleidern besucht und mit ihr Geschlechtsverkehr gehabt. Später habe sie aufgrund ihrer Kinderlosigkeit spezielle Gebetszeremonien abgehalten, zu denen „lüsterne junge Männer“ in Frauenkleidern eingeladen wurden, mit denen sie ohne Pause Geschlechtsverkehr gehabt haben soll. In der Song-Dynastie erschien ein pornographisches Werk namens „Inoffizielle Biographie der fliegenden Schwalbe“ (飛燕外傳), in dem unter anderem der Kaiser an einer Überdosis Aphrodisiakum stirbt, das ihm die sexsüchtigen Zhao-Schwestern verabreicht haben sollen. Im während der Ming-Dynastie um etwa 1621 erschienenen Werk namens „Die sensationelle Geschichte der fliegenden Schwalbe“ (昭陽趣史) werden Zhao Feiyan und Zhao Hede als Resultat einer Affäre zwischen einem homosexuellen Liebhaber eines Offiziers und der Frau desselben dargestellt. Nachdem der Kaiser Hede gegenüber Feiyan bevorzugte, soll Feiyan junge Männer wie Yan Chifeng oder Qing Anshi in ihre Gemächer geschmuggelt haben. Keiner der Namen der männlichen Protagonisten taucht in der offiziellen Geschichte auf und es ist ungeklärt, ob Zhao Feiyan mit anderen Männern als dem Kaiser verkehrte.